# هانتر دیکینسون
هانتر دیکینسون (انگلیسی: Hunter Dickinson؛ زادهٔ ۲۵ نوامبر ۲۰۰۰) بازیکن بسکتبال اهل ایالات متحده آمریکا است.